# Jam (singel)
Jam – piosenka Michaela Jacksona wydana jako piąty singiel z albumu Dangerous. W nagraniu teledysku do wziął udział koszykarz ligi NBA Michael Jordan oraz duet Kris Kross.

## Lista utworów

### Wydanie oryginalne

#### Singiel: UK
1. „Jam” (7” edit) – 4:05
2. „Jam” (Roger's Jeep mix) – 5:54
3. „Jam” (Atlanta Techno mix) – 6:06
4. „Wanna Be Startin' Somethin'” (Brothers in Rhythm House mix) – 7:40

#### Singiel: USA
1. „Jam” (Roger's Jeep radio mix) – 3:57
2. „Jam” (Silky 7”) – 4:17
3. „Jam” (Roger's Club mix) – 6:20
4. „Jam” (Atlanta Techno mix) – 6:06
5. „Rock with You” (Masters at Work remix) – 5:29

#### Singiel: Australia
1. „Jam” (Roger's Club mix) – 6:20
2. „Jam” (Atlanta Techno Mix) – 6:06
3. „Jam” (Teddy's Jam)
4. „Jam” (7” Edit)
5. „Come Together”
6. „Don’t Stop ’Til You Get Enough”(Roger's Underground Solution Mix)
7. „Jam” (Roger's Jeep Mix)
8. „Jam” (E Smoove's Jazzy Jam)

### SingielVisionary
CD
1. „Jam” (7” edit)
2. „Jam” (Silky 12” mix)

DVD
1. „Jam” (teledysk)